# NGC 2246
NGC 2246 is een emissienevel in de Rozettenevel, die zich bevindt in het sterrenbeeld Eenhoorn. Het hemelobject werd op 15 november 1885 ontdekt door de Amerikaanse astronoom Lewis A. Swift.

## Synoniemen
- LBN 948